# Stephen Bissette
Stephen R. Bissette, noto anche come Steve Bissette (...), è un fumettista e editore statunitense, famoso per aver lavorato con lo scrittore Alan Moore e l'inchiostratore John Totleben sul fumetto della DC Comics Swamp Thing negli anni ottanta.

## Carriera
Bissette si diplomò con la classe inaugurale della Joe Kubert School of Cartoon and Graphic Art.
In seguito pubblicò l'antologia horror Taboo, il luogo originario dell'opera di Moore e Eddie Campbell, From Hell, e di Throat Sprockets di Tim Lucas (illustrato da Mike Hoffman e David Lloyd). Creò Tyrant, un fumetto biografico di un Tyrannosaurus rex, che durò solamente quattro numeri, e lavorò sulla miniserie 1963 con Moore, Totleben, e Rick Veitch. Di 1963, Bissette possiede i personaggi Hypernaut, N-Man, e The Fury. Disegnò inoltre cinque copertine per una serie di fumetti su un altro mostro "della palude" intitolato Bog Swamp Demon. Attualmente non è più attivo nei fumetti principali, e tiene un corso al Center for Cartoon Studies a White River Junction nel Vermont. Dalla primavera del 2005, dirige e pubblica Green Mountain Cinema, un periodico brossurato dedicato alla scena del cinema indipendente nel suo Stato natale, il Vermont.
La "Stephen R. Bissette Collection" nell'Henderson State University in Arkadelphia, Arkansas ospita i lavori e le memorabilia di Bissette.

## Riconoscimenti
Il suo lavoro insieme ad Alan Moore e John Totleben guadagnò nel 1985 il Jack Kirby Award come Miglior Albo Singolo per Swamp Thing Annual n.2, e i Kirby Awards del 1985, 1986, e 1987 per la Miglior Serie Regolare sempre per Swamp Thing. Il suo lavoro con John Totleben gli valse il Jack Kirby Award come Miglior Team artistico del 1985 per Swamp Thing.
Fu inoltre nominato per lo Squiddy Award come Artista Preferito degli anni ottanta. Il suo lavoro con Alan Moore e John Totleben guadagnò una nomination anche per il Jack Kirby Award come Miglior Albo Singolo del 1985 per Swamp Thing n.34. Inoltre il suo lavoro con John Totleben gli valse le nomination ai Jack Kirby Awards del 1986 e 1987 come Miglior Team Artistico per Swamp Thing. Il suo lavoro con Alan Moore gli fece guadagnare una nomination per il Jack Kirby Award del 1986 come Miglior Scrittore/Artista (Singolo o Team).